# Bobcat Goldthwait
Robert Francis „Bobcat” Goldthwait (Syracuse, New York, 1962. május 26. –) amerikai színész, komikus.

## Élete és pályafutása
Robert Francis Goldthwait néven született Syracuse-ban (New York állam). Szülei Kathleen Ann és Thomas Lincoln Goldthwait voltak. Munkásosztálybeli katolikus családban nőtt fel.
Már fiatal korában humorista szeretett volna lenni. Általános iskolás éveit a St. Matthew's Grammar Schoolban töltötte.
1980-ban érettségizett Tom Kennyvel együtt a Bishop Grimes Junior/Senior High School tanulójaként. Tom Nettle-lel együtt megalapították a The Generic Comics nevű humortársulatot. Tinédzser korukban láttak egy hirdetést egy open mic estre Skaneateles városában, ahol Barry Crimmins humorista is fellépett "Bear Cat" néven. Goldthwait és Kenny "Bobcat és Tomcat" néven léptek fel, ezzel tisztelegve Crimmins felé.

## Filmográfia

### Film

#### Filmrendező
| Év   | Magyar cím              | Eredeti cím          | Feladatkör | Feladatkör | Megjegyzések         |
| Év   | Magyar cím              | Eredeti cím          | Rendező    | Író        | Megjegyzések         |
| ---- | ----------------------- | -------------------- | ---------- | ---------- | -------------------- |
| 1991 | Bohóc-sztori            | Shakes the Clown     | Igen       | Igen       |                      |
| 2006 | Kutya nagy titok        | Sleeping Dogs Lie    | Igen       | Igen       | vezető filmproducer  |
| 2009 | A világ legjobb apukája | World's Greatest Dad | Igen       | Igen       |                      |
| 2011 | Isten áldja Amerikát!   | God Bless America    | Igen       | Igen       |                      |
| 2013 |                         | Willow Creek         | Igen       | Igen       |                      |
| 2015 |                         | Call Me Lucky        | Igen       | Nem        | dokumentumfilm       |
| 2017 |                         | American Bigfoot     | Igen       | Nem        | dokumentum-rövidfilm |
| 2020 |                         | The Nowhere Inn      | Nem        | Nem        | vezető filmproducer  |

#### Színész
| Év   | Magyar cím                                      | Eredeti cím                              | Szerep                                   | Magyar hang    |
| ---- | ----------------------------------------------- | ---------------------------------------- | ---------------------------------------- | -------------- |
| 1984 |                                                 | Massive Retaliation                      | seriffhelyettes                          |                |
| 1985 | Rendőrakadémia 2. – Az első bevetés             | Police Academy 2: Their First Assignment | Zed                                      | Kerekes József |
| 1986 | Rendőrakadémia 3. – Újra kiképzésen             | Police Academy 3: Back in Training       | Zed kadét                                | Kerekes József |
| 1986 | Egy őrült nyár                                  | One Crazy Summer                         | Egg Stork                                | Kerekes József |
| 1987 | Betörő                                          | Burglar                                  | Carl Helfer                              | Kerekes József |
| 1987 | Betörő                                          | Burglar                                  | Carl Helfer                              | Rosta Sándor   |
| 1987 | Rendőrakadémia 4. – Zseniális amatőrök az utcán | Police Academy 4: Citizens on Patrol     | Zed rendőr                               | Kerekes József |
| 1988 | Sürgető ügető                                   | Hot to Trot                              | Fred P. Chaney                           | Kerekes József |
| 1988 | Sürgető ügető                                   | Hot to Trot                              | Fred P. Chaney                           | Fekete Zoltán  |
| 1988 | Taplófejek                                      | Tapeheads                                | Don Druzel                               |                |
| 1988 | Szellemes karácsony                             | Scrooged                                 | Eliot Loudermilk                         | Rudolf Péter   |
| 1989 |                                                 | Cranium Command (rövidfilm)              | Adrenal Gland                            |                |
| 1989 |                                                 | Meet the Hollowheads                     | rendőr                                   |                |
| 1990 |                                                 | Little Vegas                             | ismeretlen szerep                        |                |
| 1991 | Bohóc-sztori                                    | Shakes the Clown                         | Shakes, a bohóc                          |                |
| 1993 |                                                 | Freaked                                  | Sockhead turistaként / Sockhead (hangja) |                |
| 1994 | Gyilkosság egyenes adásban                      | Radioland Murders                        | Wild Writer                              |                |
| 1995 | Ki nevet a végén?                               | Destiny Turns on the Radio               | Mr. Conally                              |                |
| 1996 | Amerikai jakuza 2. – Kettős fedezékben          | Back to Back                             | Psycho                                   |                |
| 1997 |                                                 | Sweethearts                              | Charles                                  |                |
| 1997 | Herkules                                        | Hercules                                 | Pech (hangja)                            | Kerekes József |
| 1998 | Rozsdás, a mentőkutya                           | Rusty: A Dog's Tale                      | Jet a teknős (hangja)                    |                |
| 2000 | Óz virága és a gyáva Oroszlán                   | Lion of Oz                               | Lüttyő (hangja)                          |                |
| 2000 |                                                 | G-Men from Hell                          | Buster Lloyd                             |                |
| 2001 | Betépve                                         | Blow                                     | Mr. T                                    | Bicskey Lukács |
| 2002 |                                                 | Mickey's House of Villains               | Pain (hangja)                            |                |
| 2002 |                                                 | Hansel and Gretel                        | Troll (hangja)                           |                |
| 2003 | Deszkások                                       | Grind                                    | hivatalnok                               |                |
| 2005 |                                                 | A Halfway House Christmas                | narrátor (hangja)                        |                |
| 2006 |                                                 | Leroy & Stitch                           | Nosy (hangja)                            |                |
| 2006 | Kutya nagy titok                                | Sleeping Dogs Lie                        | Roy Orbison                              |                |
| 2008 |                                                 | Goldthwait Home Movies (rövidfilm)       | Robert Goldthwait                        |                |
| 2009 | A világ legjobb apukája                         | World's Greatest Dad                     | limuzinsofőr                             |                |
| 2017 |                                                 | American Bigfoot                         | önmaga (cameo)                           |                |
| 2018 |                                                 | Henchmen                                 | Jackalope (hangja)                       |                |
| 2021 |                                                 | Joy Ride (dokumentumfilm)                | önmaga                                   |                |

### Televízió

#### Rendező és producer
| Év        | Cím                                                    | Feladatkör | Feladatkör | Feladatkör | Megjegyzések                  |
| Év        | Cím                                                    | Rendező    | Író        | Producer   | Megjegyzések                  |
| --------- | ------------------------------------------------------ | ---------- | ---------- | ---------- | ----------------------------- |
| 1987      | An Evening with Bobcat Goldthwait: Share the Warmth    | Nem        | Igen       | Nem        | különkiadás nincs feltüntetve |
| 1993–1995 | The Moxy Show                                          | Nem        | Igen       | Nem        |                               |
| 1995–1999 | Unhappily Ever After                                   | Nem        | Igen       | Nem        | 1 epizód                      |
| 2000–2003 | The Man Show                                           | Igen       | Nem        | Nem        | 42 epizód                     |
| 2002–2022 | Crank Yankers                                          | Igen       | Nem        | Nem        |                               |
| 2003      | Chappelle’s Show                                       | Igen       | Nem        | Nem        | 6 epizód                      |
| 2003      | Windy City Heat                                        | Igen       | Nem        | Igen       | tévéfilm                      |
| 2004      | Non-Denominational All-Star Celebrity Holiday Special  | Igen       | Nem        | Nem        | különkiadás                   |
| 2004–2007 | Jimmy Kimmel Live!                                     | Igen       | Nem        | Nem        | 252 epizód                    |
| 2009      | Just for Laughs                                        | Nem        | Igen       | Nem        | 1 epizód                      |
| 2010      | Important Things with Demetri Martin                   | Igen       | Nem        | Nem        | 8 epizód                      |
| 2010      | Anjelah Johnson: That's How We Do It!                  | Igen       | Nem        | Nem        | különkiadás                   |
| 2012      | Bobcat Goldthwait: You Don't Look the Same Either.     | Nem        | Nem        | Vezető     | különkiadás                   |
| 2013      | Maron                                                  | Igen       | Nem        | Nem        | 14 epizód                     |
| 2014      | Patton Oswalt: Tragedy Plus Comedy Equals Time         | Igen       | Nem        | Nem        | különkiadás                   |
| 2014      | Morgan Murphy: Irish Goodbye                           | Nem        | Nem        | Vezető     | különkiadás                   |
| 2014      | Robert Kelly: Live at the Village Underground          | Nem        | Nem        | Vezető     | különkiadás                   |
| 2015      | Balfékek (Community)                                   | Igen       | Nem        | Nem        | 1 epizód                      |
| 2015      | Eugene Mirman: Vegan on His Way to the Complain Store  | Igen       | Nem        | Nem        | különkiadás                   |
| 2015      | Marc Maron: More Later                                 | Igen       | Nem        | Nem        | különkiadás                   |
| 2016      | Cameron Esposito: Marriage Material                    | Igen       | Nem        | Nem        | különkiadás                   |
| 2016      | Gary Gulman: It's About Time                           | Nem        | Nem        | Vezető     | különkiadás                   |
| 2016      | Veszélyes tanerők (Those Who Can't)                    | Igen       | Nem        | Nem        | 6 epizód                      |
| 2016      | Iliza Shlesinger: Confirmed Kills                      | Igen       | Nem        | Nem        | különkiadás                   |
| 2017      | Patton Oswalt: Annihilation                            | Igen       | Nem        | Nem        | különkiadás                   |
| 2017      | Love You More                                          | Igen       | Igen       | Vezető     | tévéfilm                      |
| 2018      | Rémes sztorik (Bobcat Goldthwait's Misfits & Monsters) | Igen       | Igen       | Vezető     | televíziós sorozat            |
| 2019      | Ron Funches: Giggle Fit                                | Igen       | Nem        | Nem        | különkiadás                   |
| 2020      | AJ és a királynő (AJ and the Queen)                    | Igen       | Nem        | Nem        | 1 epizód                      |

#### Színész
- Jimmy Kimmel Live (2004-2006) - önmaga
- Windy City Heat (2003) (TV) - önmaga
- Chappelle’s Show (2003) - önmaga
- Crank Yankers (2002) tv-sorozat
- Strip Mall (2000) tv-sorozat
- The Man Show (1999) tv-sorozat
- Leroy & Stitch (2006) (TV) (hang) - hang
- Lilo & Stitch: The Series (2003-2004) - Nosy
- Windy City Heat (2003) (TV) - igazgató
- CSI: A helyszínelők (2003) - Michael Borland
- Crank Yankers (2003) - Steven Goldstein
- Azok a 70-es évek show (That ’70s Show) (2003) (Episode 5x17 The Battle of Evermore (a.k.a. Pioneer Days)) - Eli
- Hansel & Gretel (2002) (voice) - Troll
- House of Mouse (2001-2002) - Pain
- Jackie Chan kalandjai (2002) - The Monkey King
- Late Friday (2001) TV Series - Host
- Buzz Lightyear of Star Command (2000) - XL
- Buzz Lightyear of Star Command (2000) (VG) (hang) - XL
- Lion of Oz (2000) (hang) - The Silly Oz-Bul
- Sonic Underground (????) - Amear
- Hercules: Zero to Hero (1999) (V) (hang) - Pain
- The Army Show (1998) - használtautó-ügynök
- Sin City Spectacular (1998 - 1999) -
- Stories from My Childhood (1998) TV Series -
- Sabrina, a tini boszorkány (1997) - Merlin
- Mad TV (1997) - Host
- Dr. Katz, Professional Therapist (1997) - Bob
- Dog’s Best Friend (1997) (TV) -
- A kullancs (1996) - Uncle Creamy
- Living Single (1996) - Mugger
- Arli$$ (1996) -
- Mesék a kriptából (1990-1996) - Billy Goldman
- Encino Woman (1996) (TV) - Yogi
- Unhappily Ever After (1995-1996) (TV) - Mr. Floppy
- Sweethearts (1996) - Charles
- Back to Back (1996) (TV) - Psycho
- Out There (1995) (TV) - Cobb
- Beavis és Butt-Head (1995) - Bum
- Destiny Turns on the Radio (1995) - Mr. Smith
- Duckman: Private Dick/Family Man (1994-1995) - Indian
- Vészhelyzet (1995) - Mr. Conally
- The Moxy Show (1995) tv-sorozat (hang) - Moxy
- Dave's World (1994) -
- Radioland Murders (1994) - Wild Writer
- The John Larroquette Show (1994) - a főnök unokaöccse
- The Moxy Pirate Show (1994) tv-sorozat (hang) - Moxy
- Nyekk, a macska (1993) - Rudolph
- Herman’s Head (1993) - Suzie's Jealousy
- Are You Afraid of the Dark? (1993) - Sandman
- The Golden Palace (1992) - a gyilkos
- Egy rém rendes család (1992) - Zemus
- Capitol Critters (1992) tv-sorozat - Muggle
- One Crazy Summer (1986) - Egg Stork
- The Vidiots (1986) (TV) - Herman Kraylor
- Twisted Sister: Come Out and Play (1986) (V) - Teacher

## Diszkográfia
- Meat Bob (1988)
- I Don't Mean to Insult You, but You Look Like Bobcat Goldthwait (2003)
- You Don't Look the Same Either (2012)